# داریوش موفق
داریوش موفق (زاده ۱۳۴۸) بازیگر تئاتر و سینما ایرانی است.

## آثار
1. شهر گربه‌ها
2. خاتون
3. مسخره باز
4. کمربندها را ببندیم
5. تهران پلاک ۱
6. تلویزیون کابلی بچه‌ها
7. نوروز ۷۲
8. ما فرشته نیستیم
9. دست نزن جیزه
10. حضرت والا
11. هشت بهشت
12. هفت سنگ
13. آیینه
14. همسایه‌ها
15. مرگ فروشنده
16. باغ آلبالو
17. گروه تئاتر لیو

## جوایز
- برنده جایزه بازیگری رتبه سوم از جشنواره تئاتر فجر ۱۳۸۷، برای بازی در نمایش " شبهای آوینیون " به کارگردانی کورش نریمانی
- برنده جایزه بازیگری رتبه اول از جشنواره تئاتر دانشجویی با نمایش " گلادیاتورها " به کارگردانی سیروس کهوری نژاد